# Francis Jammes
Francis Jammes [žam] (2. prosince 1868 – 1. listopadu 1938) byl francouzský básník a prozaik, jeden z nejvýznamnějších představitelů křesťansky orientované literatury 20. století.

## Život
Většinu života prožil v baskickém Béarnu. Pocházel ze starobylého rodu, byl spíše podprůměrným studentem, u maturity (baccalauréat) dokonce propadl z francouzštiny. Pracoval jako úředník. Jako básník debutoval kolem roku 1895, jeho básně okamžitě zaujaly, protože představovaly svěží a prostou alternativu k temnému a překombinovanému symbolismu té doby. Přátelil se s významnými literáty své doby (André Gide, Stéphane Mallarmé) a často cestoval, zejm. po severní Africe. Rád také lovil. V roce 1905 pod vlivem svého přítele Paula Claudela konvertoval ke katolicismu.

## Dílo
Jeho básně jsou typické svou lyričností, prostotou a svěžestí, vztahují se často k prostému vesnickému prostředí. Jeho pozdější básně mají většinou náboženský námět, často jde vysloveně o básnické modlitby. Pro svou melodičnost byly často zhudebňovány. K jeho nejvýznamnějším sbírkám patří De l'Angélus de l'aube à l'angélus du soir (1897, česky jako Od rána do večera). Vydal také celou řadu básnických próz, povídek i románů, nejvýznamnější z nich je patrně Roman du Lièvre (1903, česky např. Román Zajícův, 1920). Většina jeho díla byla přeložena do češtiny, nejucelenějším výborem z jeho tvorby je Od rána do večera (1966, přeložil Svatopluk Kadlec).